# Tipizzazione tissutale
La tipizzazione tissutale è una procedura di laboratorio che serve a determinare quali varianti degli antigeni MHC di classe I sono presenti sulla superficie delle cellule di un tessuto o organo di un determinato organismo.
Questa procedura si rende indispensabile ogniqualvolta ci si trovi nella drammatica necessità di procedere ad un trapianto, che ha tante più possibilità di successo quanto maggiore è la compatibilità degli individui a livello di MHC. Infatti, anche se oggi esistono farmaci potenti, come la ciclosporina in grado di sopprimere il fenomeno del rigetto, altrimenti inevitabile nel caso di tessuti individui diversi, la compatibilità degli organi permette quantomeno l'utilizzo di dosi inferiori dei farmaci, che hanno comunque importanti effetti collaterali.
Un tempo la tipizzazione era principalmente di tipo sierologica, oggi è molto utilizzata anche una tipizzazione di tipo molecolare (genica). 
- La tipizzazione sierologica si basa sul confronto delle diverse molecole MHC presenti nelle cellule mononucleate del sangue periferico (PBMC). Questo confronto è mediato da anticorpi diretti contro proteine MHC codificate dal corrispettivo allele MHC. L'avvenuto legame dell'anticorpo può dunque essere visualizzato mediante un test di citotossicità mediata dal complemento, processo a cui è associato un colorante per identificare l'avvenuta lisi cellulare.
- La tipizzazione molecolare, più moderna e precisa, identifica direttamente la presenza di diversi alleli MHC nel genoma.